# بانک مرکزی عمان
بانک مرکزی عمان (انگلیسی: National Bank of Oman) بانک مرکزی کشور عمان است، که در سال ۱۹۳۷ تأسیس شد.